# Falkenberg (hessisches Adelsgeschlecht)

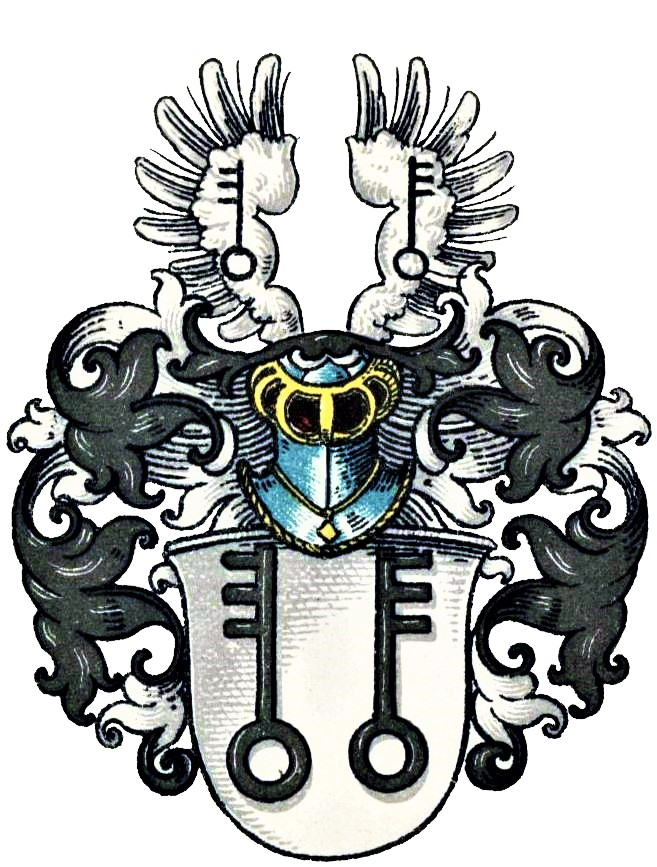
Wappen derer von Falkenberg im Wappenbuch des Westfälischen Adels

Das Geschlecht der Herren von Falkenberg tritt ab Mitte des 13. Jahrhunderts fast zeitgleich in Mittelhessen, sowie in Ostfalen, dem heutigen nordhessisch-westfälisch-niedersächsischen Grenzgebiet, auf.

## Geschichte

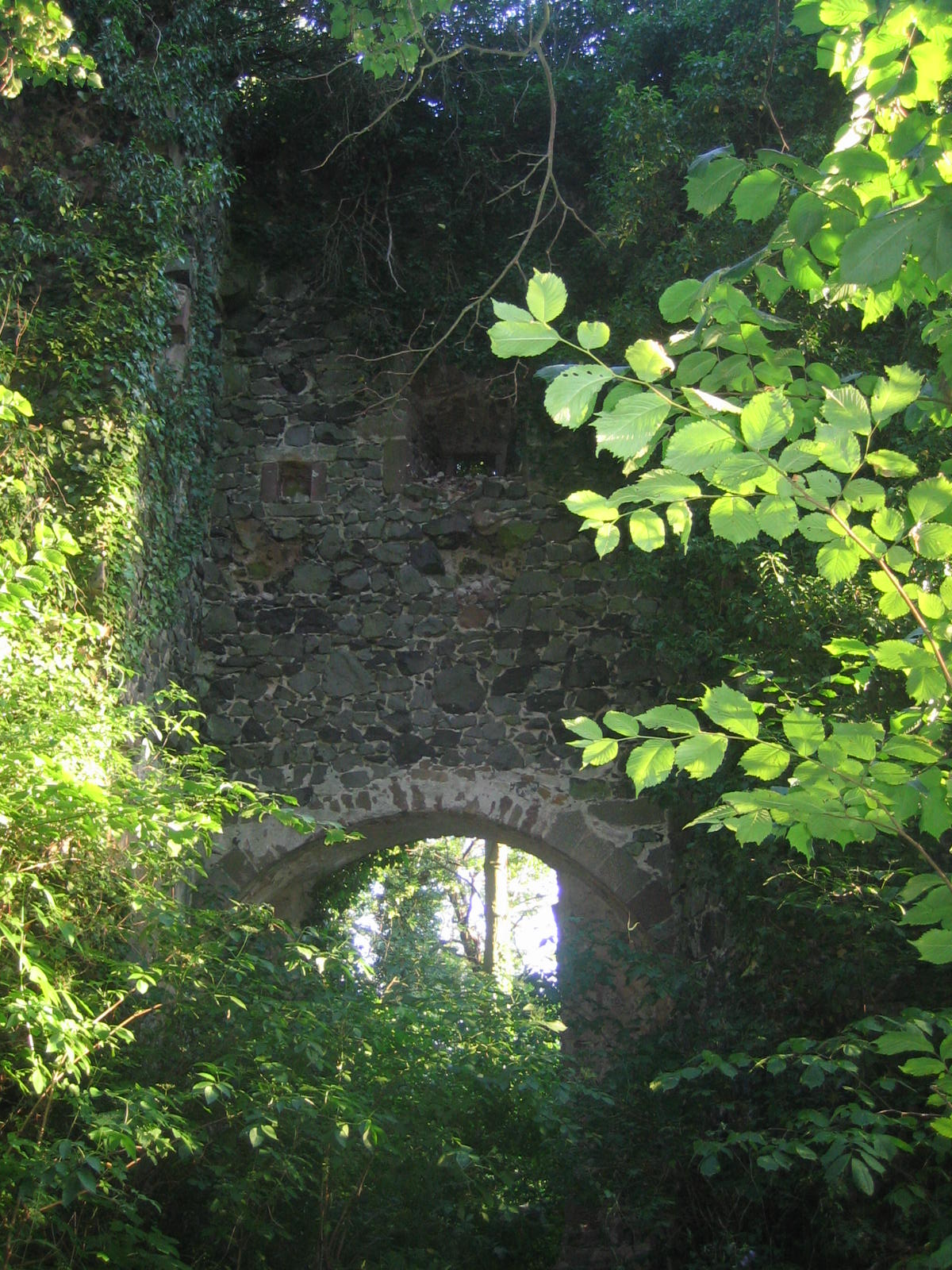
Burgruine Falkenberg bei Wabern

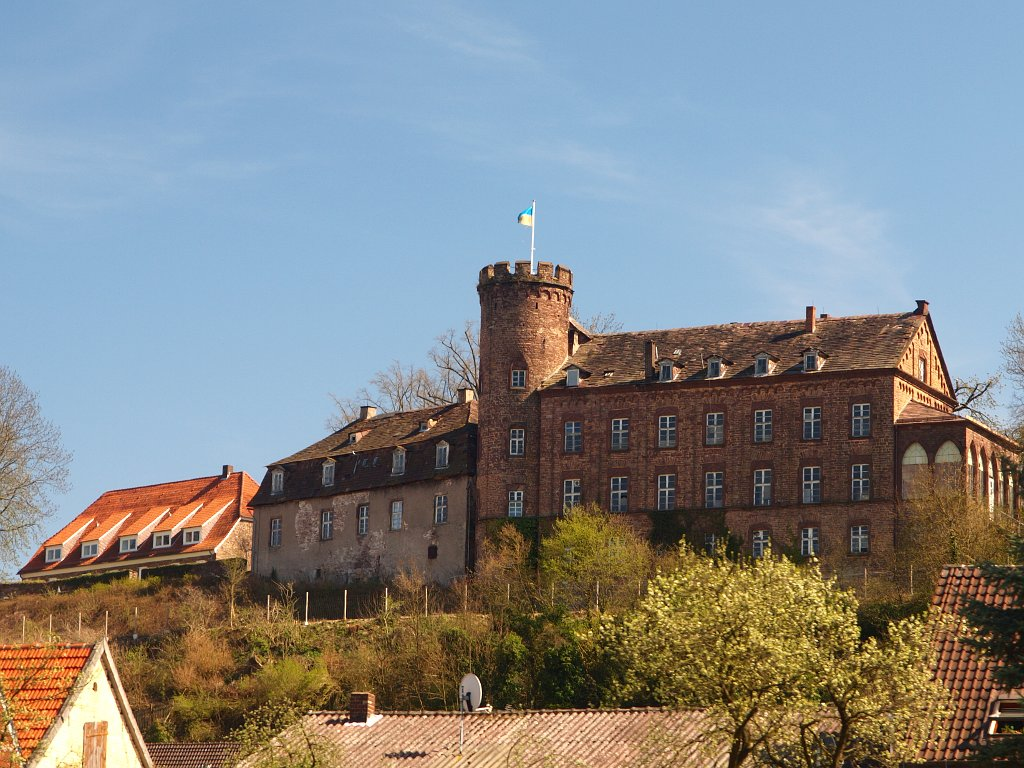
Burg Herstelle

Die Herren von Falkenberg traten erstmals urkundlich ab 1250 in Erscheinung und errichteten zeitgleich die beiden Burgen, die Burg Falkenberg bei Wabern und die Burg Falkenberg oberhalb von Zierenberg. Die lang anhaltenden Auseinandersetzungen um die Burg Falkenberg bei Zierenberg und die benachbarte Burg Schartenberg bewegten die Herren von Falkenberg wahrscheinlich dazu, auf die Burg Herstelle an der Weser auszuweichen.
Dass die von Falkenberg zu Herstelle gleichen Stammes mit denen von Falkenberg bei Wabern sind, wurde von Julius von Oeynhausen nachgewiesen. Die seit Georg Landau häufig wiederholte Vermutung, die beiden Falkenberg-Linien seien nicht blutsverwandt, geht darauf zurück, dass die Herren von der Malsburg die Burg bei Zierenberg übernahmen und sich eine Generation lang von Falkenberg nannten, dabei jedoch das eigene Wappen weiter führten und Malsburger blieben.
Das Wappen derer von Falkenberg bei Wabern und Falkenberg bei Zierenberg bzw. zu Herstelle und Blankenau ist ein markantes Schlüsselwappen, das dem der Herren von Rosdorf entspricht. Der agnatische Zusammenhang beider Geschlechter ist durch zwei Urkunden von 1521 und 1524 belegt. Nachdem die Falkenberg-Wabernsche Stammlinie derer von Hebel 1521 in der männlichen Linie ausgestorben war, belehnte Landgraf Philipp von Hessen Ludwig von Rosdorf mit deren Lehen. Die andere Hälfte des Lehens befand sich bis 1524 im Besitz der Herren von Falkenberg, die ihren Teil verkauften. Ludwig von Rosdorf und Tyle von Falkenberg führten das gleiche Wappen mit den zwei Schlüsseln.
Mit dieser Urkunde korrespondiert eine weitere im Westfälischen Urkundenbuch im Staatsarchiv Münster von 1294 über den Verkauf Moringens an die Herren von Rosdorf. Sie bezieht sich auf Vorgänge von ca. 1250 bis 1294 um den etwa 1269 getätigten Verkauf des Anteils der Herren von Rosdorf an der Burg Schartenberg an das Bistum Paderborn. Bischof Otto bestätigte in dieser Urkunde, dass Ludwig von Rosdorf die Burg Herstelle für das Bistum ausgelöst habe. Das bedeutet, dass ab ca. 1270 die Herren von Rosdorf über ein Pfandrecht über Herstelle verfügten. Wenn nun die Herren von Falkenberg – die nicht zufällig das Wappen ihres Stammhauses von Rosdorf führten – zeitgleich auf Burg Herstelle Einzug halten, kann dies kein Zufall sein. Insofern beweist die Urkunde nicht nur, dass die von Falkenberg auf der Burg bei Zierenberg ansässig waren, sondern von dort nach Herstelle übersiedelten und damit den Weg für die Übernahme ihrer Burg durch die von Malsburg frei machten. Obwohl Ludwig von Rosdorf seinen Anteil an der Schartenberg-Burg verkaufte, blieben die von Rosdorf in und um die Burg engagiert, wie der Erwerb der Vorburg Falkenbergs, der sogenannten Burg David, durch Friedrich von Rosdorf und Hildebrand von Hardenberg um 1300 vom Erzbistum Mainz zeigt. Die stammesverwandten Herren von Hardenberg führten zu dieser Zeit ebenfalls noch das gemeinsame Rosdorfer Schlüssel-Wappen.
Die Seitenlinie von Falkenberg zu Herstelle begründete mehrere Zweige, die in Schlesien, in Preußen, sowie in Skandinavien sesshaft wurden. Aus Herstelle stammte Dietrich von Falkenberg, der im Dreißigjährigen Krieg als schwedischer Offizier im Mai 1631 während der Belagerung von Magdeburg die Verteidigung der Stadt organisierte und bei ihrer Erstürmung durch kaiserliche Truppen unter Tilly und Pappenheim fiel. Sein Vetter Moritz von Falkenberg, als Kürassieroffizier auf kaiserlicher Seite kämpfend, versetzte in der Schlacht bei Lützen 1632 dem schwedischen König Gustav Adolf aus nächster Entfernung den tödlichen Rückenschuss, unmittelbar bevor er selbst erschossen wurde.
Der Letzte des Geschlechts im Mannesstamm war Caspar Ludwig von Falkenberg, der am 3. Februar 1733 verstarb.

## Wappen
Das Stammwappen zeigt in Silber zwei aufrechte schwarze Schlüssel mit dem Bart auswärts. Auf dem Helm mit schwarz-silbernen Decken ein offener, mit den Schlüsseln bezeichneter Flug. 

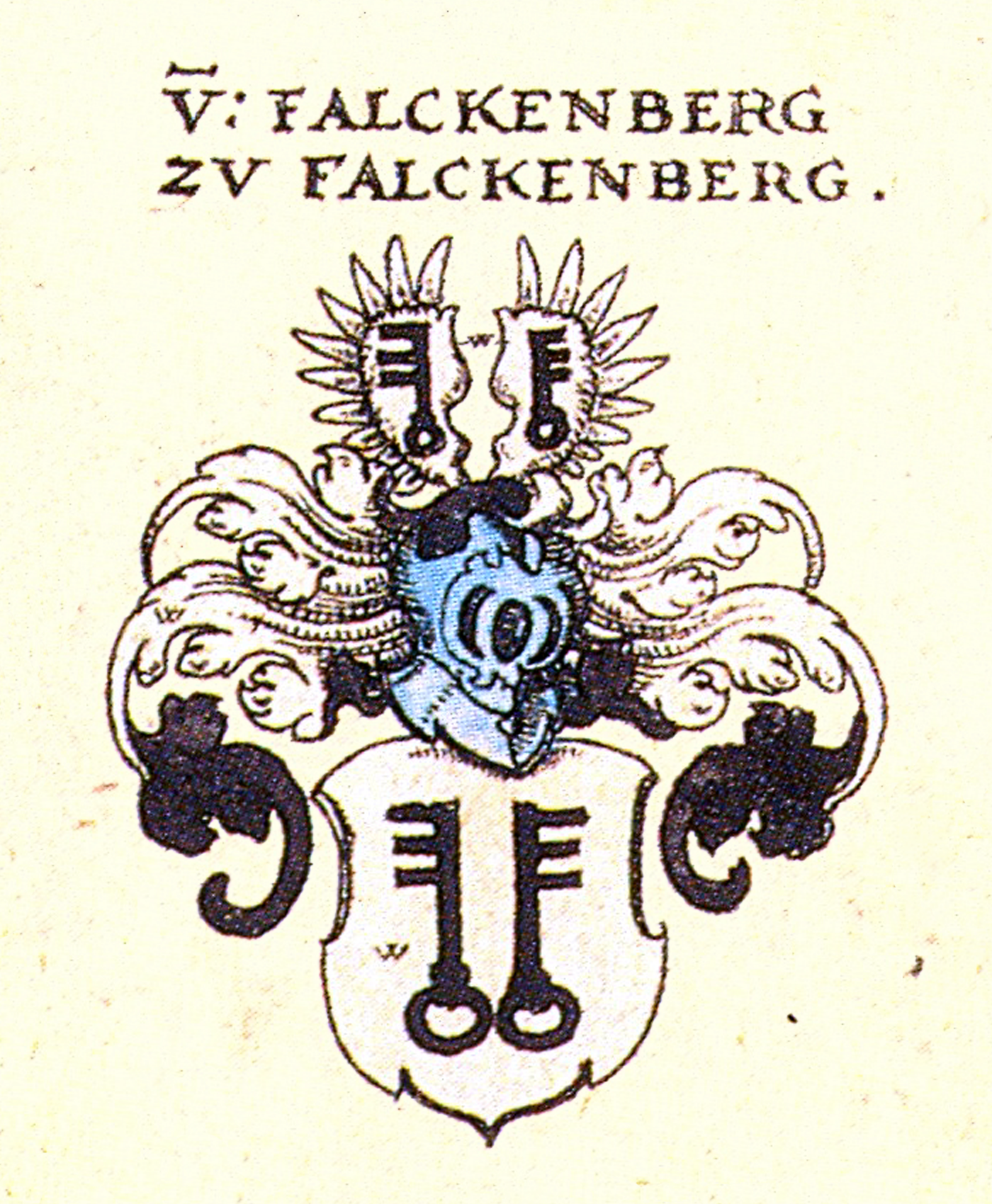
Wappen derer von Falkenberg (Falckenberg) bei Johann Siebmacher
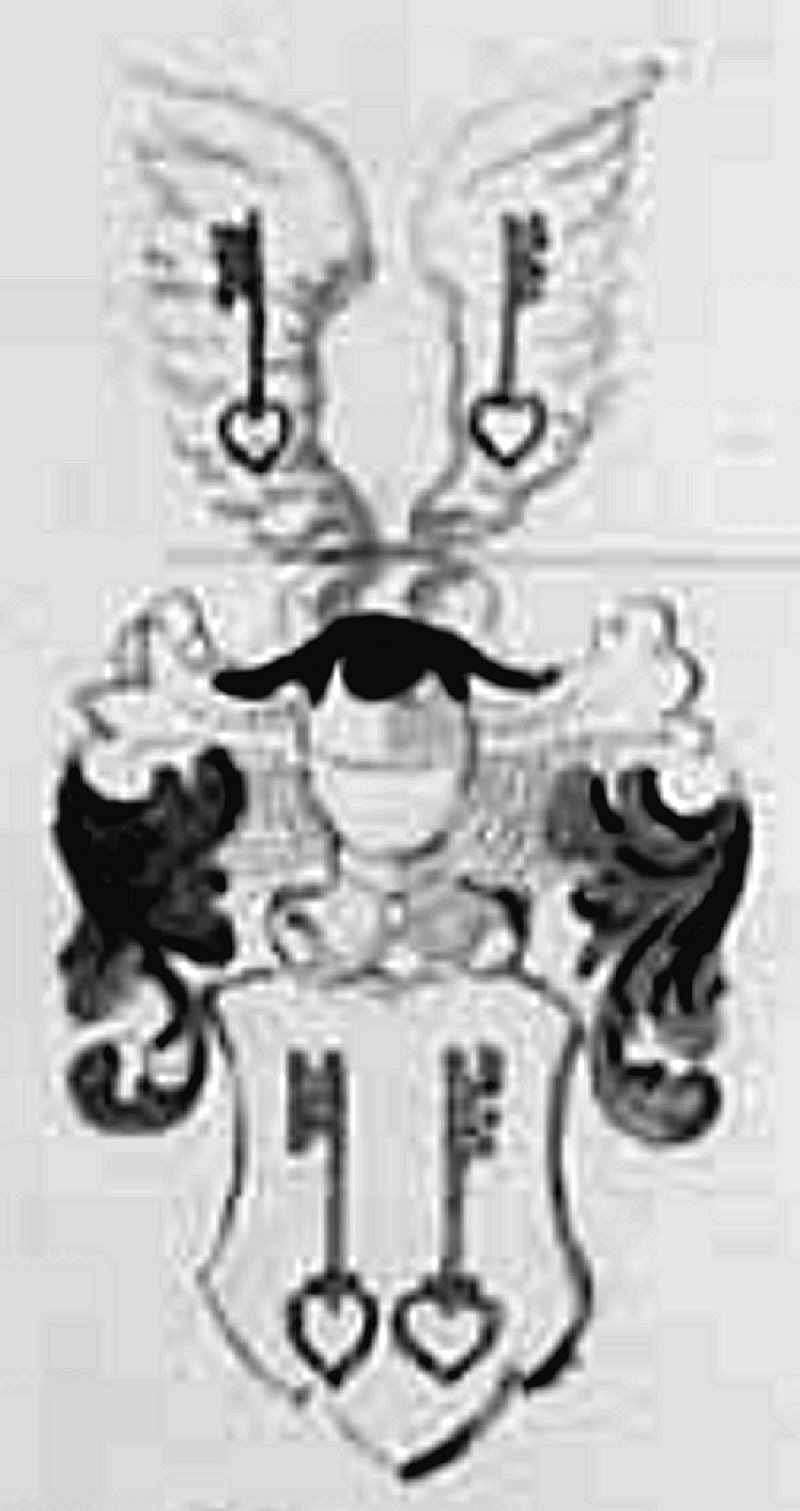
Wappen (Paderbornscher Rittersaal)
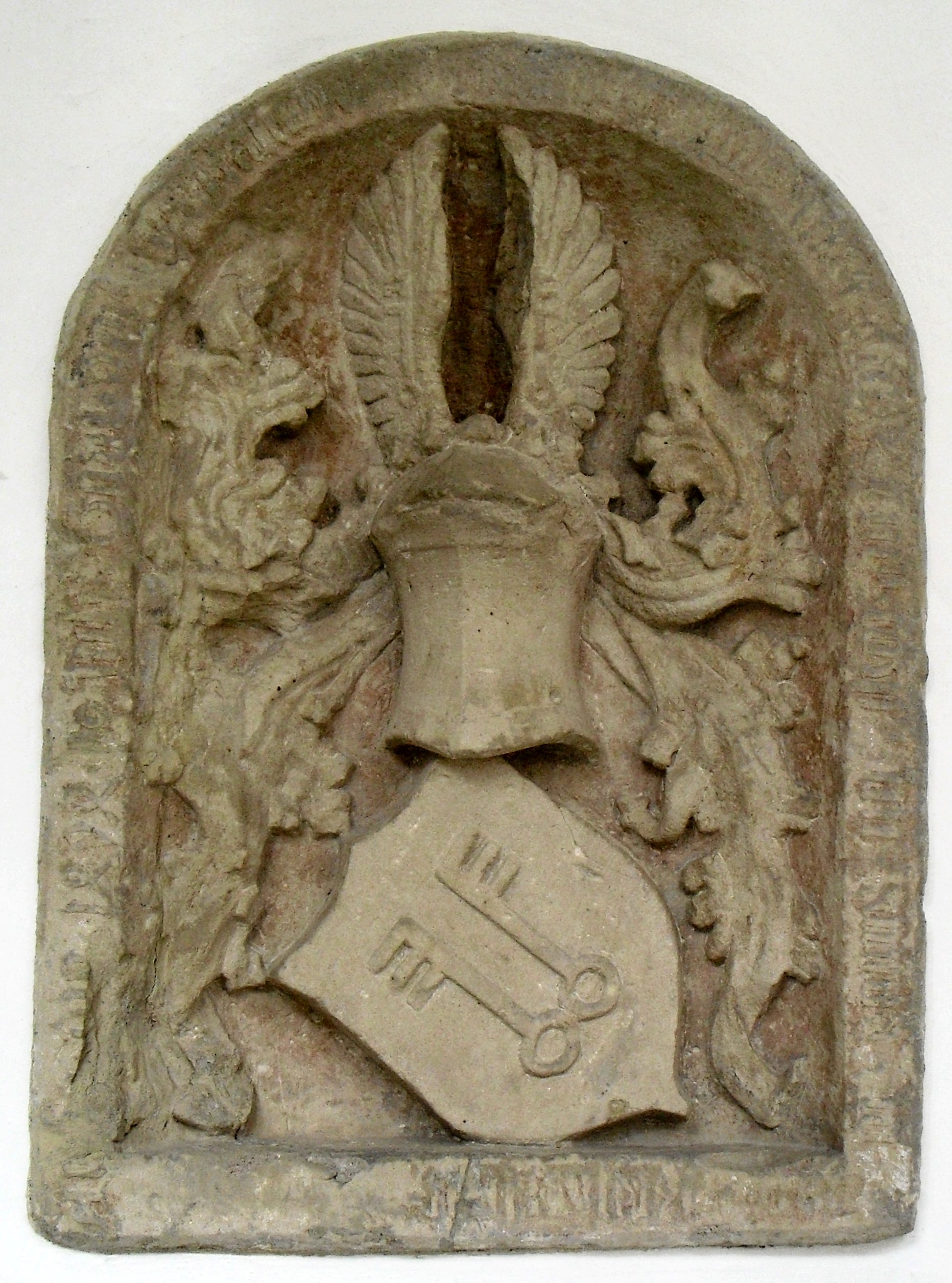
Epitaph des Raveno von Falkenberg (Paderborner Dom)
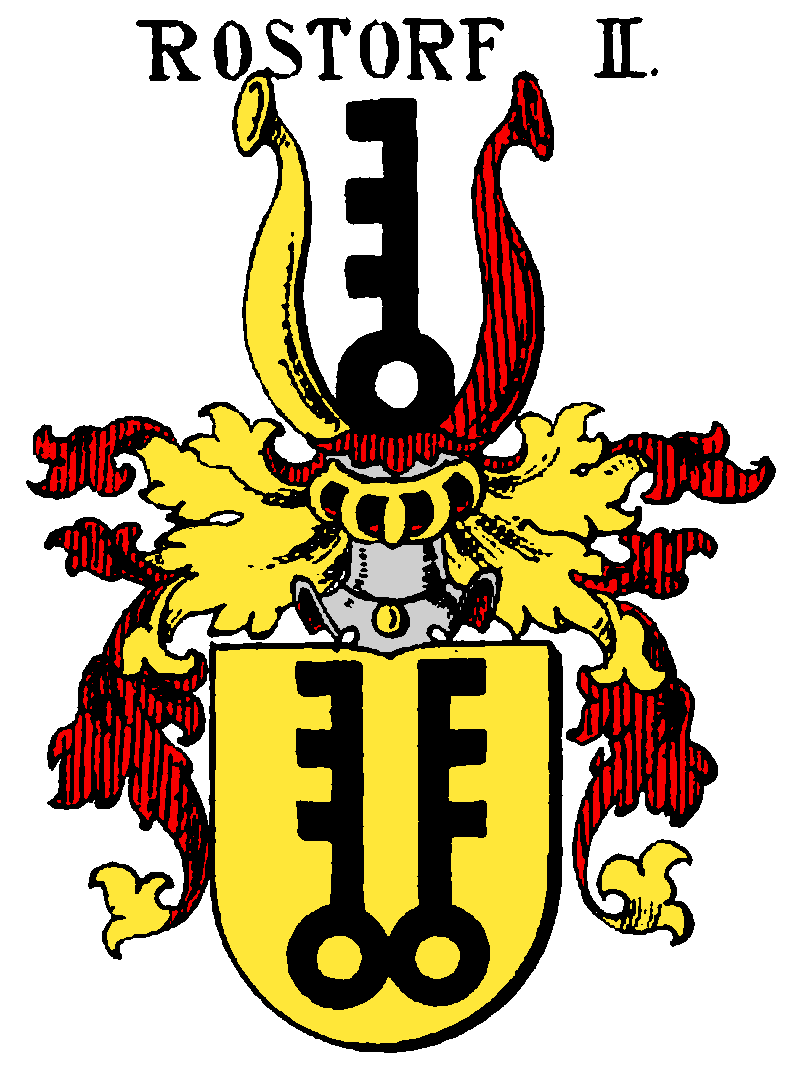
Wappen der verwandten Herren von Rosdorf